# فرودگاه صنعتی کلدول
فرودگاه صنعتی کلدول (به انگلیسی: Caldwell Industrial Airport) یک فرودگاه همگانی بهره‌برداری هوایی است که یک باند فرود آسفالت دارد و طول باند آن ۱۶۷۶ متر است. این فرودگاه در شهر کالدول، آیداهو کشور ایالات متحده آمریکا قرار دارد و در ارتفاع ۷۴۱ متری از سطح دریا واقع شده‌است.